# Šlomo Jehuda Rappaport
Šlomo Jehuda Rappaport, také Salomon Judah Leib Rapoport, hebrejsky שלמה יהודה ליב הכהן רפפורט‎ – Šlomo Jehuda Löb ha-Kohen Rappaport (1. června 1790 Lvov – 16. října 1867 Praha) byl židovský učenec, pražský a český zemský rabín.

## Život
Vyrostl v židovské rodině ve Lvově, kde získal základy židovského vzdělání. V tomto městě také nastoupil do svého prvního zaměstnání jako výběrčí daní venkovských řezníků.
Roku 1810 se oženil s Franziskou Freide Hellerovou (1788–1842), se kterou měl dvě dcery, Taube (* 1814), Kateřinu (* 1821) a syna Jákoba, který se stal rabínem v Brodech.
Svůj literárně tvůrčí a kritický talent uplatnil psaním vlastních veršů a statí. Roku 1824 napsal pro časopis "Bikkure ha'Ittim" článek o nezávislosti židovských kmenů v Arábii a Abyssinii. V témže periodiku publikoval roku 1829 první ze svých studií o dějinách židovských kmenů ve středověku, která vyvolala ohlas a získala mu entuziastické podporovatele, jako byl italský mecenáš S. D. Luzzatto. Brzy poté roku 1832 přišel o zaměstnání a jen díky svým přátelům Zunzovi a Luzzattovi mohl získat post rabína v Berlíně nebo v Itálii, avšak podmínkou byl univerzitní diplom. Díky místní podpoře se stal nejprve superintendentem a roku 1837 rabínem v Ternopilu.
Roku 1840 byl jmenován pražským rabínem a následně také zemským rabínem českých zemí.

## Rodina
Rodina bydlela v Židovském Městě pražském, v domě čp.230/V na nároží Masné ulice, zbořeném při asanaci.

## Dílo
V náboženském projevu byl ortodoxní podle Zachariáše Frankela. Byl autorem mj. spisů:
- Zlato tóry (vydán ve Frankfurtu nad Mohanem roku 1846).[zdroj⁠?!]
- Poznámky k anglickému překladu díla Cesty Benjamina z Tudely (Travels of Benjamin of Tudela. London, 1840-41)
- Erech milin (slovník) I. Praha 1852